# 175 Park Avenue
175 Park Avenue ist ein geplanter Wolkenkratzer auf dem Gelände des heutigen Hyatt Grand Central Hotels in Manhattan in New York City. Mit knapp 482 Meter Höhe wird der Turm bei seiner geplanten Fertigstellung im Jahr 2030 nach dem One World Trade Center das zweithöchste Gebäude der Stadt sein.

## Baugeschichte und Architektur
Der Turm soll auf dem Gelände des ehemaligen Commodore Hotels entstehen, welches in den 1980er Jahren durch das Grand Hyatt Hotel ersetzt wurde. Der Bauplatz befindet sich zwischen dem Grand Central Terminal und dem Chrysler Building an der East 42nd Street in Midtown East. Der Geschichte des Ortes an der 175 Park Avenue folgend wurde der geplante Wolkenkratzer anfänglich „Projekt Commodore“ genannt.
Im Jahr 2020 wurden erstmals Pläne und Designs für den Turm, entworfen von Skidmore, Owings, & Merrill (SOM), präsentiert. Die geplante Höhe lag bei 502 Metern. Im Dezember 2021 genehmigte die New York City Stadtverwaltung die Pläne mit einer angepassten Höhe auf 481,5 Meter (1580 Fuß) bei 83 Stockwerken. Der gemischt genutzte Turm soll über 200.000 m² Büroflächen, ein Grand Hyatt Hotel mit 500 Zimmern, Einzelhandelsflächen sowie einer Transithalle zum Grand Central Terminal verfügen.
Im äußeren Erscheinungsbild orientiert sich der Entwurf von SOM modern interpretiert am Stil des angrenzenden Grand Central Terminals sowie mit seiner stufenweise zurückgesetzten Fassade am in der Nachbarschaft liegenden Chrysler Building. Im Jahr 2025 wurden die öffentlichen Anhörungen zum Bauprojekt aufgenommen. Es ist geplant, dass 175 Park Avenue bis 2032 fertiggestellt sein wird.

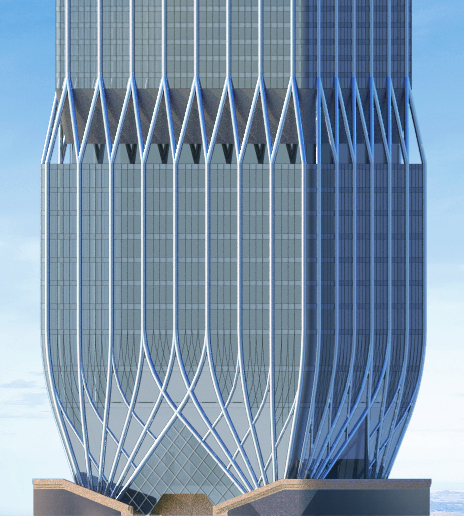
Geplantes Design des Turmsockels